# Centro de Pesquisa Ames
O Centro de Pesquisa Ames da NASA é uma instalação de testes e centro de pesquisas da NASA, localizado em Moffett Federal Airfield, cobrindo 43 acres à borda das cidades de Mountain View e Sunnyvale na Califórnia. Muitas vezes é chamado somente de NASA Ames.